# Eagles Rest Peak
Der Eagles Rest Peak ist ein Berg im Grand-Teton-Nationalpark im Westen des US-Bundesstaates Wyoming. Er hat eine Höhe von 3432 m und ist Teil der Teton Range in den Rocky Mountains. Der Berg erhebt sich westlich über den Jackson Lake und steigt innerhalb von 1,6 km mehr als 1400 m in die Höhe. Der Eagles Rest Peak ist von zwei tiefen Canyons umschlossen, dem Snowshoe Canyon im Süden und dem Waterfalls Canyon im Norden.

## Belege
1. ↑  Peakbagger: Eagles Rest Peak. Abgerufen am 31. Januar 2021.
2. ↑  Geonames: Eagles Rest Peak. Abgerufen am 31. Januar 2021.
3. ↑  Eagles Rest Peak, WY - N43.89993° W110.75910°. Abgerufen am 31. Januar 2021.